# Сумбатов-Топуридзе, Ювельян Давидович
Ювелья́н Дави́дович Сумба́тов-Топури́дзе  (1889, с. Капана, Кутаисская губерния — август 1960), народный комиссар внутренних дел Азербайджанской ССР, входивший в состав особой тройки НКВД СССР.

## Биография
Родился в семье крестьянина (отец умер в 1904 году). Отец армянин, а мать грузинка (Топуридзе — девичья фамилия матери). Член РСДРП(м) в 1905—1910 годах. В РКП(б) с 1918 года. Депутат Верховного Совета СССР 1—2 созывов. В 1934—1937 годах — председатель ГПУ, начальник Управления НКВД Азербайджана. В 1937—1938 годах — нарком внутренних дел Азербайджана. В 1937—1950 годах — депутат Верховного Совета СССР. С 17 апреля 1938 года — начальник административно-хозяйственного управления (с 1941 года — хозяйственное управление) НКВД СССР. С 27 марта 1947 по 1953 год — заместитель председателя Совета министров Азербайджанской ССР.
Комиссар государственной безопасности 3-го ранга (29.11.1935). Генерал-лейтенант (09.07.1945). Уволен из МВД в запас 03.04.1947.
Арестован 15 июля 1953 года. В декабре 1955 года помещён в психиатрическую больницу. Умер во время следствия.

## Образование
Сельская школа (1896—1901), 2-классное русское училище (1905).

## Революционная деятельность
В 1905 году примкнул к революционному движению, вступил в подпольный кружок, участвовал в организации революционных групп в сёлах Сагвадзава, Носири, Онтофо, Котиненте (1905—1907); вел партийную работу в ячейке РСДРП (станция Абаша, 1906—1907); вёл революционную работу, распространял прокламации среди крестьян Сенакского уезда.

## Работа
1905—1906 годы — рабочий на частном лимонадном заводе (станция Абаша).
1907—1910 годы — чернорабочий в морском порту Поти.
Работал в своем хозяйстве (Капана, 1914).

## Аресты
В 1917 году сидел три с половиной месяца в тюрьме села Сенаки за антивоенную пропаганду на Северном фронте в Первую мировую войну.
15 июля 1953 года во время следствия по делу Берия с диагнозом «реактивный психоз» был помещён в тюремную психиатрическую больницу; решением ВКВС СССР 30 июля 1958 года направлен на принудительное лечение. 29 августа 1960 года дело прекращено в связи со смертью.

## В армии
Фейерверкер 9-й артиллерийской бригады царской армии с 1910 по 1914 годы.
В армии в 1914—1917 годах, фейерверкер 6 батареи 51 артиллерийской бригады, находился на Северном фронте.
В 1917—1918 годах работал в своем хозяйстве (Капана).
В РККА: рядовой и командир взвода отряда ОСНАЗ МВО 1918; сотрудник штаба бронеколонны 1-й Украинской армии (1918); помощник начальника бронепоезда «Карл Либкнехт» 12-й армии)1918—1919); начальник артиллерии бронепоезда «Карл Либкнехт» (1919—?); начальник бронепоезда «Карл Либкнехт» (?—1920); сотрудник резерва при штабе 11-й армии (февраль — май 1920 года).

## ВЧК—ОГПУ—НКВД—МВД
- 05.20—1921 — секретный сотрудник (сексот) Азербайджанской ЧК;
- 1921—? — пом. уполн., пом. нач. агентуры, нач. агентуры Азербайджанской ЧК;
- ?—01.06.23 — в резерве, нач. агентуры, уполн. внутр. группы СОО Азербайджанской ЧК;
- 01.06.23—16.10.23 — нач. ОББ Азербайджанской ЧК;
- 16.10.23—01.11.23 — пом. нач. ЧПО Азербайджанской ЧК;
- 01.11.23—25.02.24 — нач. ОББ Азербайджанской ЧК;
- 25.02.24—05.10.24 — в резерве, нач. осведомительного отд. Азербайджанской ЧК;
- 05.10.24—03.26 — нач. ИНФАГО Азербайджанской ЧК;
- 03.26—1927 — нач. ИНФО и ПК ГПУ Азерб. ССР;
- 1927—01.1929 — управ. Бакинской таможней;
- 01.1929—16.05.29 — нач. ИНФАГО ГПУ Груз. ССР;
- 16.05.29—01.06.33 — нач. УПО и войск ГПУ ПП ОГПУ по ЗСФСР;
- 05.29—10.07.34 — член коллегии ГПУ Груз. ССР;
- 06.03.31—01.06.33 — пом. полпреда ОГПУ по ЗСФСР по милиции, нач. УРКМ;
- 01.06.33—26.02.34 — зам. пред. ГПУ Азерб. ССР;
- 26.02.34—10.07.34 — пред. ГПУ Азерб. ССР;
- 15.07.34—01.01.37 — нач. УНКВД Азерб. ССР;
- 01.01.37—10.01.38 — нарком внутренних дел Азерб. ССР. Этот период отмечен вхождением в состав особой тройки, созданной по приказу НКВД СССР от 30.07.1937 № 00447[3], и активным участием в сталинских репрессиях[4];
- 10.01.38—17.04.38 — в резерве НКВД СССР;
- 17.04.38—31.07.41 — нач. АХУ НКВД СССР;
- 31.07.41—27.03.47 — нач. ХОЗУ НКВД—МВД СССР.

## Звания
- комиссар ГБ 3 ранга (29.11.35);
- генерал-лейтенант (09.07.45).

## Награды
- два ордена Ленина (№ 3685 — 22.07.1937; № 27008 — 21.02.1945);
- три ордена Красного Знамени (№ 486 — 14.01.1936[5]; № 7042 — 03.11.1944; № 2085 — 16.09.1945);
- два ордена Трудового Красного Знамени (№ 4065 — 29.04.1939; № 21025 — 20.09.1943);
- орден Отечественной войны 1 степени (№ 98103 — 02.11.1944);
- орден Красного Знамени Азербайджанской ССР (№ 50 03.06.1924);
- орден Трудового Красного Знамени Грузинской ССР (№ 18 — 10.04.1931);
- орден Трудового Красного Знамени ЗСФСР (№ 72 — 07.03.1932);
- знак «Почётный работник ВЧКвГПУ (V)» (№ 90);
- знак «Почётный работник ВЧКвГПУ (XV)» (08.04.1934);
- 4 медали.

Лишён всех наград в соответствии с приговором суда.